# 2133 Franceswright
2133 Franceswright је астероид главног астероидног појаса са средњом удаљеношћу од Сунца која износи 2,410 астрономских јединица (АЈ).
Апсолутна магнитуда астероида је 13,3.